# Galbalcyrhynchus leucotis
El jacamará orejiblanco o jacamar orejiblanco (Galbalcyrhynchus leucotis) es una especie de ave piciforme de la familia Galbulidae que vive en Sudamérica.

## Distribución y hábitat
Se encuentra en Brasil, Colombia, Ecuador y Perú. Su hábitat natural son las zonas pantanosas tropicales.